# A Night of Knowing Nothing
A Night of Knowing Nothing es una película documental dirigida por Payal Kapadia y estrenada en 2021. Una exploración de la vida estudiantil universitaria en la India, la película se centra en las cartas escritas por L., una estudiante del Instituto de Cine y Televisión de la India, a su novio después de que se separaron cuando él se vio obligado a abandonar la escuela de cine y le negó el permiso a su familia para seguir saliendo con L. porque ella no es de la misma casta.
La película se estrenó en la transmisión de la Quincena de Realizadores del Festival Internacional de Cine de Cannes de 2021, donde fue nombrada ganadora del premio L'Œil d'or a la Mejor Película Documental. Posteriormente se proyectó en el Festival Internacional de Cine de Toronto 2021, donde fue una de las ganadoras del Premio Amplify Voices.
La película ha sido adquirida para su distribución comercial por Square Eyes.

## Estreno
A Night of Knowing Nothing se estrenó en la transmisión de la Quincena de Realizadores del Festival Internacional de Cine de Cannes de 2021. También se proyectó en el 26.° Festival Internacional de Cine de Busan y fue nominado al 'Premio Busan Cinephile' en la sección 'Gran Angular' en octubre de 2021.
La película se estrenó en Francia el 13 de abril de 2022.